# محمد التلاتلي
محمد التلاتلي ولد في مدينة نابل عام 1890 وتوفي عام 1943.

## جذوره وتكوينه
- ينحدر من وسط فلاحي، وقد ولد في عائلة أصيلة جزيرة جربة.
- بعد الابتدائي وإحرازه على شهادة البكالوريا في الليسي كارنو بتونس العاصمة، تحول إلى فرنسا حيث درس الطيب في جامعة تولوز. وهو سابع تونسي يحرز على الدكتوراه في الطب في الفترة المعاصرة وقد تناول في أطروحته موضوع العذرية. ثم عاد إلى تونس عام 1921 واشتغل أولا في بلدة غار الدماء لينتقل بعد ذلك إلى العاصمة وينتهي به الرحال أخيرا بنابل. وقد تخصص في الأمراض الباطنية وأمراض النساء والتوليد.

## الوطني
- انتمى إلى الحزب الحر الدستوري التونسي وساهم بدوره في التوعية بالقضية الوطنية في البلدة التي اختارها لمعالجة المرضى. وهو ما أثار عداوة المستعمرين الفرنسيين بما أجبره على مغادرتها ليعمل بتونس العاصمة، وقد انتخب في المجلس الأكبر، كما كتب في الصحافة مدافعا عن صغار الفلاحين ومطالبا بالحق في التعليم والرعاية الصحية كما دافع عن الطلبة التونسيين في فرنسا وعن اليهود في نابل خلال الحرب العالمية الثانية.

## تكريما لذكراه
أطلق اسم الدكتور محمد التلاتلي على المستشفى الجهوي بنابل.